# Danuna
Danuna (akkádul KURDa-nu-na, föníciai nyelven Dnn-im, egyiptomi nyelven Dnwn) ókori állam Anatólia délkeleti részén, az Adana (hettita nyelven Adanija) várost övező partmenti síkságon. Az asszír források általában Adana asszír neve után Kúe néven nevezik, ezzel a folytatólagosság látszatát keltik a már évszázadokkal korábban létező Kúe Királysággal, és a későbbiekben Kûe néven lett asszír tartomány. Adanija már a Hettita Birodalom idején kormányzói székhely volt, de nem állandó jelleggel, mivel a terület hol Kizzuvatna (később Hilakku), hol Karkemis fennhatósága alá tartozott. Az újhettita királyságok korának első felében a források nem szólnak e területről, ezért nem tudni, hogy a térség mikor vált önállóvá. Az államról egyetlen közvetlen forrás van (Azittavadda felirata), amelynek tartalmát bizonyos mértékig megerősíti a Kilamuva-sztélé. Az állam fővárosa Pa'ar volt, de nem tudni, hogy ez a név Adanát takarja-e, vagy valahol máshol volt.
Azittavadda uralkodása idején a danunák országa, azaz Danuna már önálló volt. Elődjét, Urikkit (vagy Awariku, Awrikku, Á-wa+ri-ku-s) már királynak nevezi Azittavadda. A dokumentum keletkezése i. e. 825 előttre tehető, ezért az bizonyos, hogy Danuna az i. e. 9. század közepén már önálló államként működött. Kialakulásának pontos ideje és körülményei nem határozhatók meg.

## Történelme
A nép első ismert írásos említése az EA#151 számú levélben található, amelyben Abímilki türoszi király Dnwn névvel tengeri emberek megjelenéséről tudósít. Ezzel körülbelül egykorú egy Thébában feltárt szobortalapzat, amin Mukanu (Mükéné), Vilusza és Keftiu mellett Danaja is olvasható.
1997-ben feltártak egy töredékes feliratot Adanától 30 kilométerre délre, amely megerősítette a régóta ismert Azittavadda-feliratot Urikki vonatkozásában. „Én vagyok U[riki, ...] fia, Mopos törzsének vezetője (...) És Danuna és az asszírok egy házban voltak.”
Danuna Azittavadda uralkodásának idején expanzív politikát folytatott, hódoltatta a nyugati városkirályságokat, és megszállta Szamal területét is. A nyugati terjeszkedésről Azittavadda felirata, a keletiről Kilamuva sztéléje számol be, amelyen ez olvasható: „Hatalma volt felettem a danuniak királyának”. Azittavadda Adanát átnevezte Azittavaddia névre, amelynek emléke még sokáig fennmaradt. A görög korban Aszpendoszban kiadtak egy Esztvediijsz feliratú ezüspénzt, amelyet ehhez kapcsolnak. A hódításoknak az asszírok megjelenése vetett véget, mivel Kilamuva segítségül hívta III. Sulmánu-asarídut Azittavadda (vagy az utódja) ellen. Az asszírok i. e. 825-ben kizavarták a danunai sereget Szamalból és maguk ültek a helyükre.
Danuna ezzel el is vesztette jelentőségét. Egykorú források nem beszélnek róla, a danunai uralkodók nem vettek részt az észak-szíriai védelmi koalíciókban, és nem szerepelnek az asszír vazallusok listájában sem. Uralkodói nem ismertek. Léte is csak azért látszik bizonyosnak, mert II. Panamuva asszír engedéllyel i. e. 739/738-ban megszállta Danunát. Az i. e. 710-es években II. Sarrukín felszámolta Szamalt, és ezzel egy időben Kúe néven tartománnyá szervezte Danunát is.

## Uralkodóház
A danunai uralkodóház Mopos házából valónak nevezte magát (MPŠ), és a legendás Moposig vezették vissza családfájukat. Ez a név figyelemre méltó hasonlóságot mutat a homéroszi eposzokban Trójából menekülő Mopszosz nevéhez. A danunák népe vélhetően a tengeri népek közt is feltűnő denenek törzsét jelentette, érkezésük körülményei és időpontja is megfeleltethető a trójai háború ismert tényeivel. A deneneket egyesek a dórokkal azonosítják, mások vitatják a danunák ilyen eredetét, és a görög mítoszokkal való hasonlóságokat csak a véletlen művének tekintik. Yigael Yadin például a danunákat a bibliai Dán törzsével azonosítja.